# Sjisjkert (berg)
Sjisjkert (armeniska: Շիշկերտ) är ett berg i Armenien. Det ligger i provinsen Siunik, i den sydöstra delen av landet, 200 kilometer sydost om huvudstaden Jerevan. Toppen på Sjisjkert är 2 375 meter över havet. Sjisjkert ingår i Meghrubergen.
Terrängen runt Sjisjkert är bergig norrut, men söderut är den kuperad. Närmaste större samhälle är Kapan, 12,1 kilometer norr om Sjisjkert.
Omgivningarna runt Sjisjkert är en mosaik av jordbruksmark och naturlig växtlighet. Runt Sjisjkert är det ganska glesbefolkat, med 42 invånare per kvadratkilometer.